# Krzywiec (województwo zachodniopomorskie)
Krzywiec – osada w Polsce położona w województwie zachodniopomorskim, w powiecie stargardzkim, w gminie Marianowo, położona 7 km na północny zachód od Marianowa (siedziby gminy) i 16 km na północny wschód od Stargardu (siedziby powiatu).
W latach 1975–1998 miejscowość administracyjnie należała do województwa szczecińskiego.